# Thân nốt nhạc

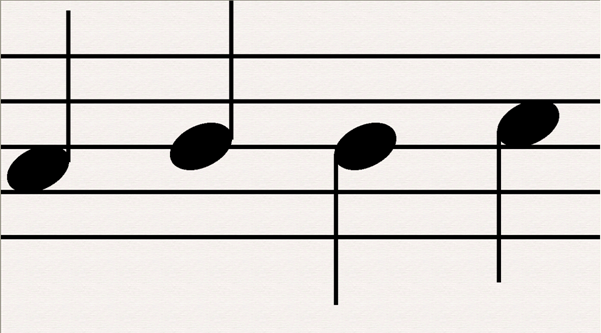
Thân nốt nhạc có thể hướng lên hoặc hướng xuống nếu đầu nốt nằm ở dòng thứ ba (giữa khuông nhạc). Nói chung, nếu cao hơn mức này thì thân hướng xuống còn thấp hơn mức này thì thân hướng lên.

Thân nốt nhạc (tiếng Anh: note stem) là một vạch thẳng xuất phát từ đầu nốt nhạc, có thể hướng lên hoặc hướng xuống tùy vào vị trí của đầu nốt. Nếu hướng lên thì thân nốt nằm ở bên phải nốt nhạc, còn nếu hướng xuống thì nó nằm bên trái nốt nhạc.
Tuy nhiên lưu ý rằng quy tắc này cũng chỉ là tương đối, chẳng hạn trong những trường hợp cần thiết người ta nối đuôi các nốt lại với nhau hoặc khi soạn nhạc có lời dành cho nhiều giọng ca. Khi đó các thân nhạc quay lên, quay xuống là nhằm phân định những nốt nào dành cho giọng nào bởi bản nhạc soạn cho nhiều giọng trên cùng một khuông nhạc.